# Collinsia concolor
Collinsia concolor är en grobladsväxtart som beskrevs av Greene.. Collinsia concolor ingår i släktet collinsior, och familjen grobladsväxter. Inga underarter finns listade i Catalogue of Life.